# 徐榮 (東漢)
徐荣（？—192年），幽州遼東人（一云玄菟郡人），東漢末年董卓軍的部將。

## 生平
本為中郎將，曾向董卓推舉同郡出身的公孫度出任遼東太守。
在汴水之戰中擊敗袁紹、曹操、張邈的追擊軍。之後在梁東之戰中擊敗孫堅的部隊，亦生擒穎川太守李旻並將其烹殺。
董卓死後，受司徒王允的命令和李傕交戰，死於新豐之戰。

## 演義記載
《三国演义》中為董卓麾下的滎陽太守（滎陽當時並非郡級行政單位，為小說虛構），受命阻擊向西追擊的曹操軍，並伏擊曹操成功使其陷入危機，後被趕來的夏侯惇從背後一槍刺死。